# Jakob Filser

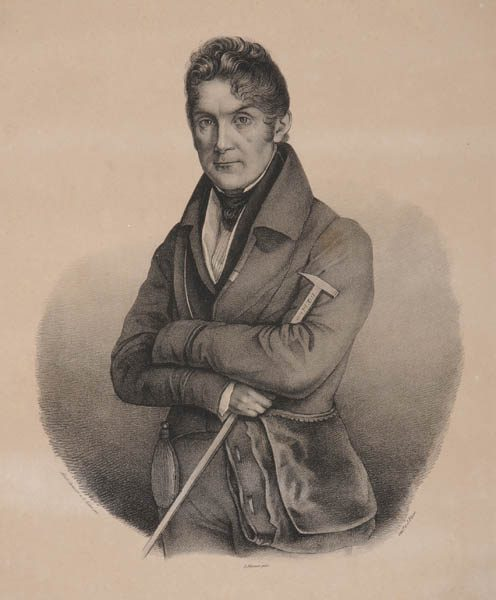
Jakob Filser (um 1830)

Johann Jakob Filser (* 13. Juli 1802 in Kaufbeuren; † 27. März 1880 in München) war ein deutscher Zeichner, Zeichenlehrer und Fachautor.

## Leben
Johann Jakob Filser war eines von zehn Kindern des Ehepaares Johann Michael Filser (* 31. August 1750 in Kaufbeuren; † 1837) und Walburga, geborene Hummel (* 23. Oktober 1764 in Kaufbeuren).
Mit dem 6. November 1823 ist Jakob Filsers Eintritt in die Münchner Kunstakademie im Fach „Angewandte Kunst“ dokumentiert. Seit 1826 war er als Zeichenlehrer am privaten Beiling'schen Erziehungsinstitut in München tätig, an dem er als Nachfolger von Ludwig Albert von Montmorillon (1794–1854) Kopf-, Landschafts- und Blumenzeichnen unterrichtete. 1829 heiratete er die Weberstochter Theres Baldauf (1802–1842) aus Haag in Oberbayern und ließ sich mit ihr in der Münchner Vorstadt Au nieder. Zum Schuljahr 1841/42 wurde er Zeichenlehrer an der Zeichnungsschule der Central-Feiertagsschule in München angestellt. Zahlreiche nachmals prominente Künstler bereiteten sich bei ihm auf das Studium an der Kunstakademie vor, so Franz von Defregger und Peter Baumgartner.
Anlässlich ihrer Präsentation auf der Wiener Weltausstellung von 1873 wurde Filsers aus 150 Gipsabgüssen nach Blättern und ganzen Pflanzen gefertigte Sammlung zum Studium der Ornamentik ausgezeichnet und sowohl von der Stadt Wien als auch vom Münchner Polytechnikum erworben. Der Einsatz der beiden von ihm veröffentlichten Hefte mit Zeichenvorlagen für den Unterricht wurde vom bayrischen Ministerium für Kirchen- und Schulangelegenheiten auf der Basis von Empfehlungen seitens der Königlichen Kunstakademie für die staatlichen und privaten Lehranstalten empfohlen.

## Schriften
- 21 Vorlagen zum Landschaftszeichnen. Erinnerungsblätter an München und dessen Umgebung. Zum Behufe des Unterrichts im Landschaftszeichnen, nach der Natur gezeichnet und gesammelt von J. Filser, Zeichnungslehrer in München. Georg Franz, München 1843.
- 24 Vorlagen zum Blumenzeichnen. Die Feld- und Waldblumen in natürlicher Größe. Zum Behufe des Unterrichts im Blumenzeichnen nach der Natur gezeichnet und gesammelt von J. Filser, Zeichnungslehrer in München. Georg Franz, München 1843.

## Werke (Auswahl)
- Am Anger (München, Zeughaus am Jakobsplatz), Lithographie 1840.
- Bildnis Karl II. Wilhelm Ferdinand Herzog zu Braunschweig-Wolfenbüttel, Kreidelithographie, 183 × 128 mm (Blattgröße): Berlin, Deutsches Historisches Museum; Inv.nr. Gr 88/34.
- Paganini (Brustbildnis), Lithographie, 318 × 207 mm (Blattgröße): Wolfenbüttel, Herzog August Bibliothek, Inv.nr. A 15652.